# Online-Supermarkt
Ein Online-Supermarkt ist ein elektronischer Handelsanbieter, dessen Warenangebot an Lebensmitteln, Genussmitteln und Drogerieartikeln ungefähr dem eines konventionellen Supermarktes entspricht und insbesondere auch frische Lebensmittel umfasst. Über das Internet werden auch Benutzerkonten sowie persönliche Einstellungen wie etwa elektronische Einkaufslisten verwaltet. Teilweise bieten Online-Supermärkte ihren Kunden auch die Möglichkeit eines konventionellen Lieferdienstes nach Bestellaufgabe über Fax oder Telefon. Den Kundenkreis von Online-Supermärkten bilden vor allem Privathaushalte.
Die Akzeptanz von Online-Supermärkten hängt von vielen Faktoren ab, so etwa von Preis, Qualität und Verfügbarkeit der gelieferten Ware, der Dauer und Gestaltung der Lieferzeiten, der Bedienungsfreundlichkeit der Benutzeroberfläche, sowie von dem Konkurrenzangebot konventioneller Supermärkte im Hinblick etwa auf Preis, Qualität, Angebotsbreite, Öffnungszeiten, Parkplätze und Kundenfreundlichkeit.

## Online-Supermärkte in einzelnen Staaten

### Europa

#### Deutschland
In Deutschland teilen sich einige Großanbieter den Markt für den Online-Vertrieb frischer Lebensmittel. Die innovativen Unternehmen der Branche sind jedoch durchweg Start-ups. Seit ein paar Jahren gibt es auch weltweit liefernde Online-Supermärkte. Darüber hinaus bestehen weitere Angebote mit geografisch begrenztem Liefergebiet. Weiter verbreitet sind in Deutschland Anbieter von Tiefkühlkost. Die regionale Auslieferung setzt sich im Gegensatz zum Lebensmittelversand per Paket immer weiter durch. Die Branchengrößen setzen alle auf Direktlieferung statt Paketversand. Wenige Anbieter sind überregional vertreten. Die meisten belieferten Standorte als Vollsortimenter verzeichnen aktuell Rewe (75 Städte mit Umland, ca. 45 Standorte mit Abholservice), food.de (32 Städte) und myTime.de (bundesweit per Paketlieferung).
Laut einer Untersuchung des Branchenverbands Bitkom aus dem Jahr 2016 haben 28 Prozent aller Internetnutzer ab 14 Jahren in den vergangenen 12 Monaten online Lebensmittel eingekauft. Der Anteil von schnell verderblichen Frischwaren in diesem Bereich liegt bei 37 Prozent. Von den 72 Prozent, die bislang noch keine Lebensmittel oder Getränke online gekauft haben, kann sich rund die Hälfte (46 Prozent) vorstellen, das künftig zu tun. 56 Prozent der Kunden, die bereits online Lebensmittel geshoppt haben, gaben an, die Unabhängigkeit von Laden-Öffnungszeiten dabei zu schätzen. Beinahe ebenso viele (55 Prozent) bestellen Lebensmittel online, weil sie die Ware so nach Hause geliefert bekommen. Auch die Zeitersparnis (53 Prozent), die Bequemlichkeit beim Online-Einkauf (45 Prozent) sowie das größere Angebot im Internet (42 Prozent) sind Gründe für den Online-Kauf von Lebensmitteln. Sechs von zehn Befragten (60 Prozent), die bislang noch keine Lebensmittel online gekauft haben, wollen die Lebensmittel vor dem Kauf lieber sehen, riechen und anfassen. Knapp die Hälfte (47 Prozent) möchte die Produkte sofort haben und nicht auf eine Lieferung warten. 38 Prozent möchten keine Lieferkosten bezahlen. Bei der Frage, wo Lebensmittel oder Getränke im Internet gekauft werden, liegen laut der Umfrage klassische Online-Händler wie Amazon mit 60 Prozent ganz vorne. Auf Platz zwei (28 Prozent) rangieren Online-Händler, die regionale Produkte verschiedener Erzeuger vertreiben. Ein Fünftel der Befragten (20 Prozent), die Lebensmittel online kaufen, tut dies im Online-Shop eines Erzeugers aus der Region. Für die Studie wurden 1158 Internetnutzer ab 14 Jahren im August 2016 befragt.
Weiterhin sind vor allem in Großstädten einige Start-ups als Lieferdienste mit eigenen Supermarkt-Apps auf dem Markt.
Vor allem auf dem Land wird ein Hybrid aus Online-Supermarkt und Präsenzladen erprobt, mit teilweise personalfreien Zeiten und Selbstkassierverfahren. Beispiele – mit EU-Förderung – sind das Unternehmen Tante Enso oder das Projekt DigiShop Harz.

#### Frankreich
In Frankreich bieten seit 2007 die Supermarktketten Auchan und Leclerc einen Drive-in-Service an, bei dem Kunden online bestellte Waren mit dem eigenen Auto abholen.

#### Großbritannien
Das Unternehmen Tesco beherrscht in Großbritannien den Markt und gilt als der weltweit größte Online-Supermarkt.

#### Niederlande
In den Niederlanden ist das Online-Supermarkt-Angebot bereits seit 2000 flächendeckend ausgebaut und wird unter anderem von Familien mit kleinen Kindern und von älteren Personen genutzt. Albert Heijn führt eine Datenbank für Kochrezepte mit der Möglichkeit, die jeweils benötigten Zutaten direkt in die Einkaufsliste zu übertragen. In den Niederlanden bestehen auch Konkurrenzangebote. Der niederländische Anbieter Picnic ist auch in Deutschland vertreten; Deutschlands größter Lebensmittelhändler Edeka hält an Picnic International 10 Prozent und 35 Prozent an Picnic Deutschland.

#### Schweiz
In der Schweiz gibt es zwei große Online-Supermärkte, Coop.ch von Coop und Migros Online (ehemals LeShop.ch). Leshop war einer der ersten Online-Supermärkte, inzwischen gehört er zu Migros. Auf dem 3. Platz folgt der 2014 gegründete Online-Supermarkt Farmy.ch. Die folgenden zwei Diagramme zeigen die Marktanteile 2020 (links/oben) und 2021 (rechts/unten), gemessen am Umsatz.
 Farmy bietet überwiegend regionale Lebensmittel aus ökologischem Landbau an. 2018 stieg der Umsatz bei Farmy um 40 %, was deutlich über dem durchschnittlichen Marktwachstum der Branche liegt. Im November 2019 hat Farmy 130 Bio-Lebensmittel der Manor-Eigenmarke ins Sortiment aufgenommen und wuchs 2019 mit 24 % erneut deutlich schneller als der Gesamtmarkt. Während der COVID-19-Pandemie in der Schweiz erzielten die Online-Supermärkte, wie der stationäre Lebensmitteleinzelhandel, starke Umsatzzuwächse – da die Menschen wieder öfters zu Hause kochten. Farmy erzielte 2020 mit einem Umsatzwachstum von 170 % ein Rekordergebnis. Im Jahr 2021 stieg Aldi Suisse mit Aldi Now ins Online-Supermarkt-Geschäft ein. In Zusammenarbeit mit Annanow wurde vorerst in der Region Zürich ausgeliefert, weitere Städte folgten. 2022 hat Farmy mehrere Hundert Alnatura-Produkte ins Sortiment aufgenommen. Die Marktanteile haben sich im Jahr 2022 wie folgt verschoben:

### Amerika

#### Kanada
In Quebec, Kanada, startete 1998 ein Projekt, in dem Kunden ihre Bestellungen mittels eines Barcode-Lesers aufgeben können; ein ähnliches Projekt wurde auch von Tesco begonnen.

#### Vereinigte Staaten
In den USA besteht eine Vielzahl von Online-Supermarkt-Angeboten.

## Belege
1. ↑  Christian Bach: Rewe Lieferservice expandiert in 75 Städte. In: Location Insider. 25. Februar 2016, abgerufen am 27. November 2017.
2. ↑   food.de – Deutschland Rollout in der Presse
3. ↑  Teresa Tropf: Aus Online-Shopping wird Mobile-Shopping. In: www.bitkom.org. Bitkom, abgerufen am 9. November 2016.
4. ↑  Notker Blechner: Neue Lebensmittel-Lieferdienste Supermarkt-Apps wollen Städte erobern. In: tagesschau.de. 12. März 2021, abgerufen am 3. September 2021.
5. ↑  Michaela Kühn: myEnso – die digitale Tante Emma. In: Blog.Telekom. Deutsche Telekom AG, 10. Juni 2024, abgerufen am 28. Juni 2024.
6. ↑  Schnega: Wie ein Dorf mit einem digitalen Laden sein Einkaufsproblem löst. In: mdr.de. 27. Dezember 2021, abgerufen am 10. August 2022.
7. ↑  Drive. Faire ses courses sans sortir de sa voiture (französisch), Le Télégramme.com, 3. Oktober 2007, abgerufen am 17. Februar 2008
8. ↑   Tesco Captures Four Times More Online Orders Than Closest Competitor During First Seven Months Of 2006 (Memento vom 19. Oktober 2006 im Internet Archive) bei www.comscore.com (abgerufen am 6. Dezember 2006)
9. ↑  ERS profiles europe's retail giants bei www.extendedretail.com (abgerufen am 6. Dezember 2006)
10. ↑  Archivierte Kopie (Memento vom 16. Dezember 2008 im Internet Archive), Albert Heijn Rezepte
11. ↑   News in Brief (Memento vom 9. Oktober 2007 im Internet Archive), ACCESS, Vol. 15, Nr. 2, April/Mai 2002, Seite 7 (abgerufen am 6. Dezember 2006)
12. ↑  Edeka will mehr von Picnic. In: Lebensmittel Zeitung. Ausgabe 43. Frankfurt am Main 23. Oktober 2020, S. 1.
13. ↑  Jil Schuller: Farmy profitiert von Corona und verdreifacht seinen Umsatz. In: bauernzeitung.ch. 5. Januar 2021, abgerufen am 23. September 2021.
14. ↑  Andreas Güntert: Ex-LeShop-Chef: «Ich bin kein Rächer». In: handelszeitung.ch. 4. Oktober 2018, abgerufen am 4. Oktober 2018.
15. ↑  Heidi Kölliker: Lebensmittel Online: Migros, Coop und Farmy knacken die CHF 600 Mio. In: blog.carpathia.ch. 19. Januar 2022, abgerufen am 26. Oktober 2022.
16. ↑  Thomas Lang: Lebensmittel Online: Migros, Coop und Farmy knacken die CHF 500 Mio. Umsatzgrenze. In: blog.carpathia.ch. 19. Januar 2021, abgerufen am 26. Oktober 2022.
17. ↑  Matthias Daum: Lebensmittel im Online-Handel: Das Lädeli lebt im Internet. In: zeit.de. 8. März 2021, abgerufen am 8. März 2021.
18. ↑  Online-Hofladen Farmy steigert Umsatz um 40 Prozent. In: handelszeitung.ch. 3. Januar 2019, abgerufen am 3. Januar 2019.
19. ↑  Jon Mettler: Manor steigt in den Internet-Handel für Esswaren ein. In: tagesanzeiger.ch. 5. November 2019, abgerufen am 6. November 2019.
20. ↑  Farmy wuchs schneller als der Markt. In: schweizerbauer.ch. 11. Januar 2020, abgerufen am 11. Januar 2020.
21. ↑  Non-Food-Läden trifft es hart. In: schweizerbauer.ch. 28. April 2020, abgerufen am 22. Mai 2020.
22. ↑  Farmy legt 2020 um 170 Prozent zu. In: schweizerbauer.ch. 5. Januar 2021, abgerufen am 5. Januar 2021.
23. ↑  Aldi Suisse startet mit einem Lebensmittel-Lieferdienst. In: Handelszeitung. 8. Dezember 2021, abgerufen am 12. Dezember 2021.
24. ↑  Aldi Suisse expandiert mit Heimlieferdienst weiter. In: telebasel.ch. 21. Dezember 2022, abgerufen am 25. Dezember 2022.
25. ↑  Andreas Güntert: Farmy wirft den Bio-Turbo an. In: handelszeitung.ch. 6. Oktober 2022, abgerufen am 30. Oktober 2022.
26. ↑  Edith Hollenstein, Erich Bürgler: Onlinehandel mit Lebensmitteln: Bessere Lieferzeiten, mehr Service: Coop.ch holt Migros Online ein. In: tagesanzeiger.ch. 27. März 2023, abgerufen am 27. März 2023.
27. ↑  Canadese supermarkt-keten bouwt cybermarket, Computable, 22. Januar 1999, Nr. 3, Seite 13, Ronald de Lange (abgerufen am 6. Dezember 2006)
28. ↑  IGA Cybermarket Moves into Second Generation (abgerufen am 6. Dezember 2006)
29. ↑  Online supermarket comes unplugged, New Scientist, 14 August 1999 (abgerufen am 6. Dezember 2006)